# Tōrin-ji (Ishigaki)

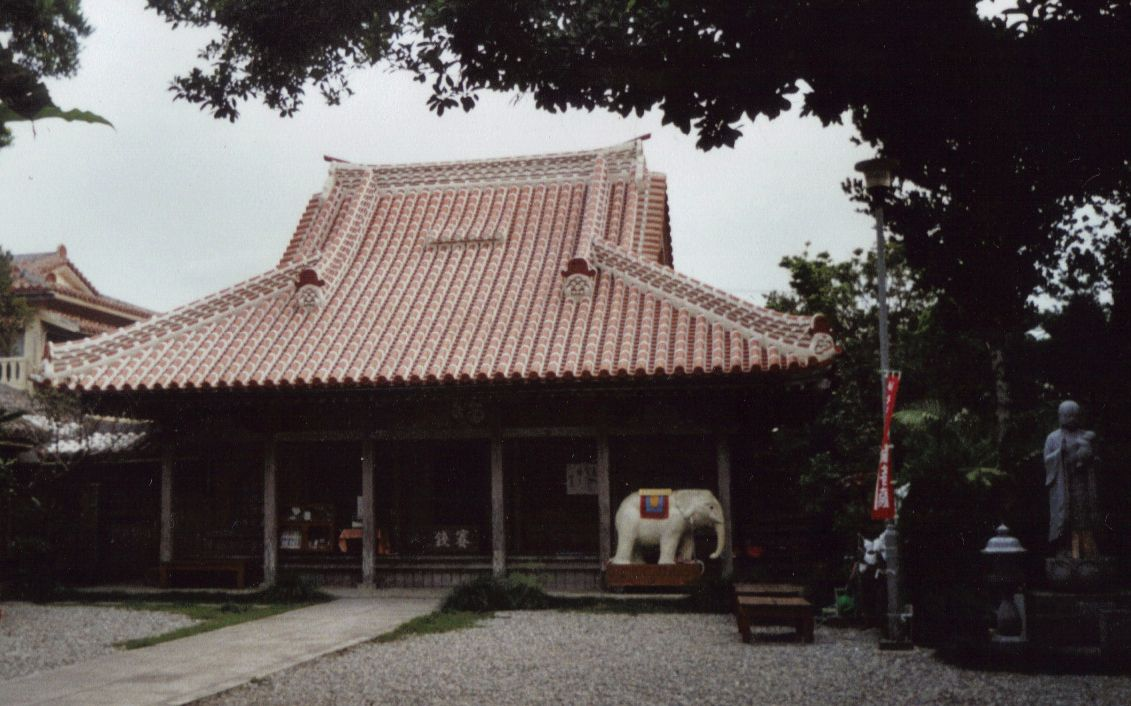
Haupthalle

Der Tōrin-ji (jap. 桃林寺) ist ein dem Myōshin-Zweig der Rinzai-Schule (臨済宗妙心寺派) zugehöriger buddhistischer Tempel auf der japanischen Insel Ishigaki (Präfektur Okinawa). Als Hauptgottheit wird hier Kannon, der Bodhisattva des Mitgefühls, verehrt.

## Geschichte
Anlässlich der Invasion des Königreichs Ryūkyū durch Truppen des japanischen Lehens Satsuma im Jahre 1609 wurde bei der Prospektierung der Yaeyama-Inseln deutlich, dass es dort weder buddhistische Tempel noch Shintō-Schreine gab. Hierauf veranlasste der Lehnsherr Shimazu Tadatsune den für zwei Jahre festgesetzten König Shō Nei (1564–1620) zum Bau dieser Anlage, die im Jahre 1614 fertiggestellt war.
Die 1737 von Kudeken Shōchū (久手堅 昌忠) geschaffenen, rund 170 cm großen Tempelwächter (仁王, niō) im Eingangstor sind aus Magnolienholz (Michelia compressa) von den Yaeyama-Inseln gefertigt. Sie wurden im Jahre 1771 von einem Tsunami weggespült, später am Strand gefunden und restauriert. 1942 machte der Architekt und Architekturhistoriker Itō Chūta (伊東 忠太, 1867–1954) erstmals auf die Bedeutung dieser Plastiken aufmerksam. Sie zählen heute zum wichtigen Kulturgut der Präfektur Okinawa.
Die zur Verehrung der Manifestation buddhistischer Gottheiten in der Form von Shintō-Gottheiten (kami) dienende Gongen-Halle (権現堂, Gongen-dō) wurde ebenfalls im Jahrzehnt nach diesem Tsunami wieder aufgebaut. Sie ist den Shintō-Gottheiten Izanami-no-mikoto, Hayatamao-no-Mikoto und Kotosakao-no-Mikoto gewidmet und gehört heute zum Wichtigen Kulturgut Japans. Mit der Trennung von Shintō und Buddhismus (Shinbutsu bunri) in der frühen Meiji-Zeit wurde die Gongen-Halle als Shintō-Gebäude durch eine Mauer vom Tempel abgetrennt.

## Galerie

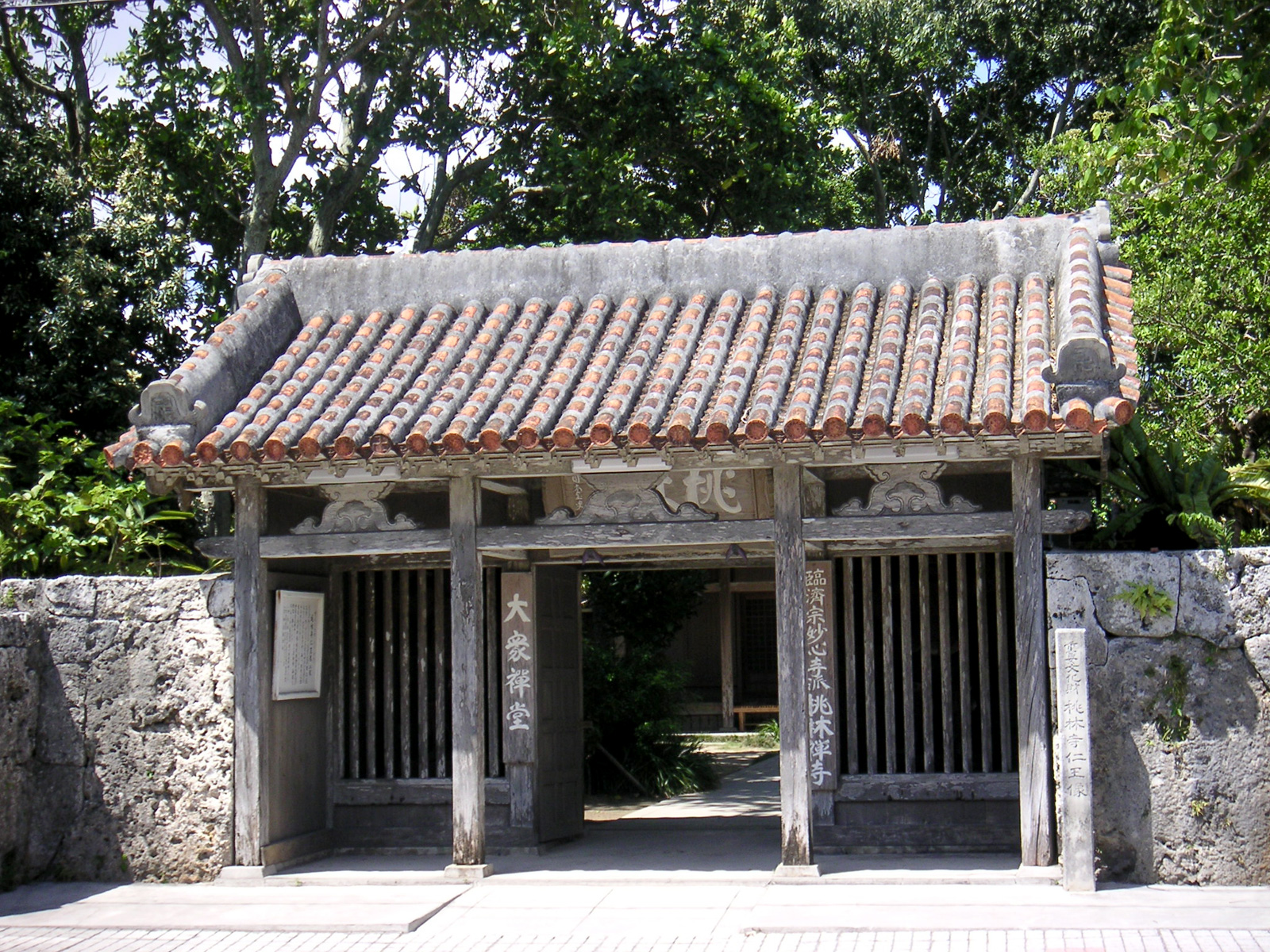
Torgebäude
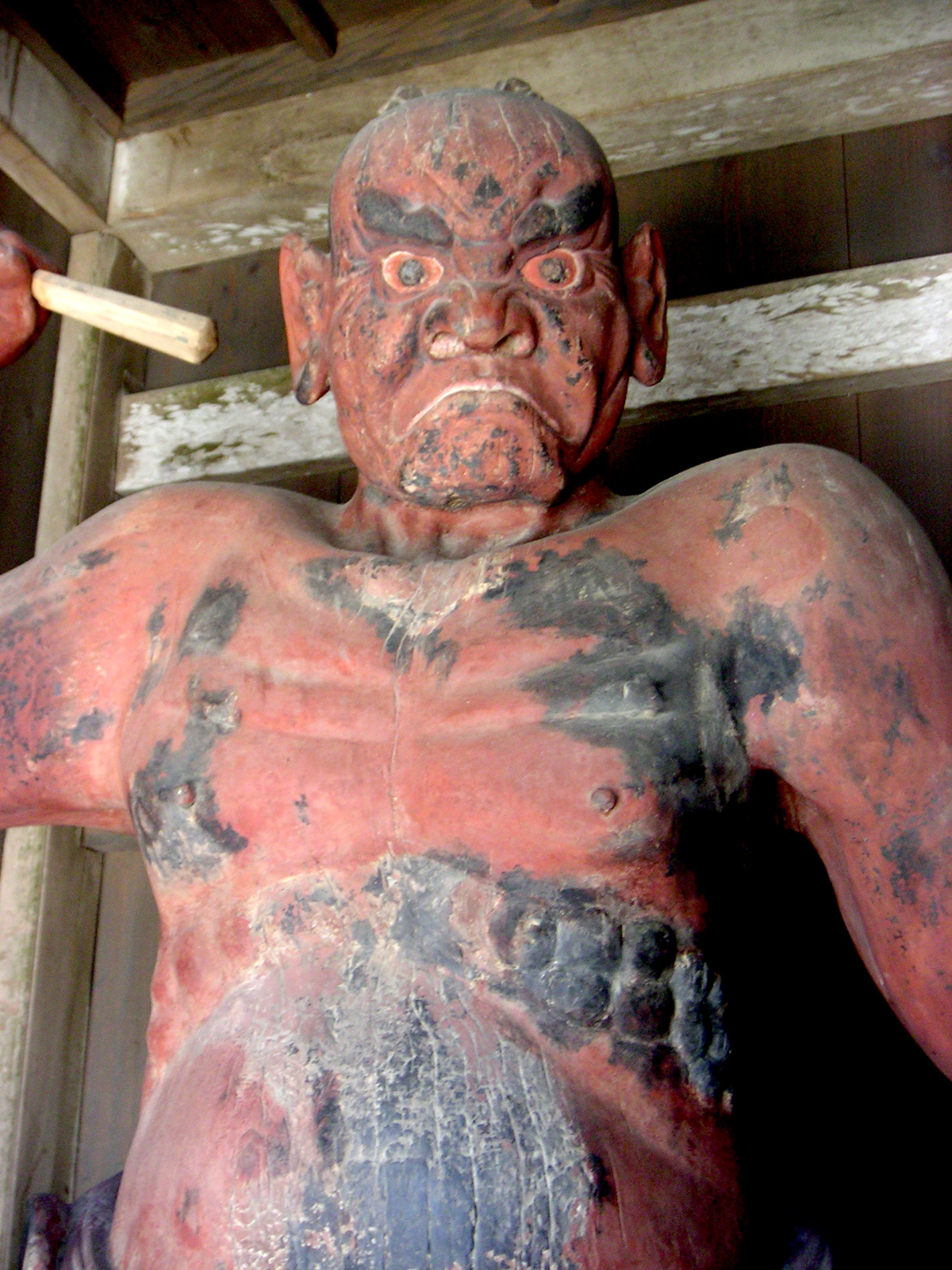
Torwächter (Deva, Un-Form)
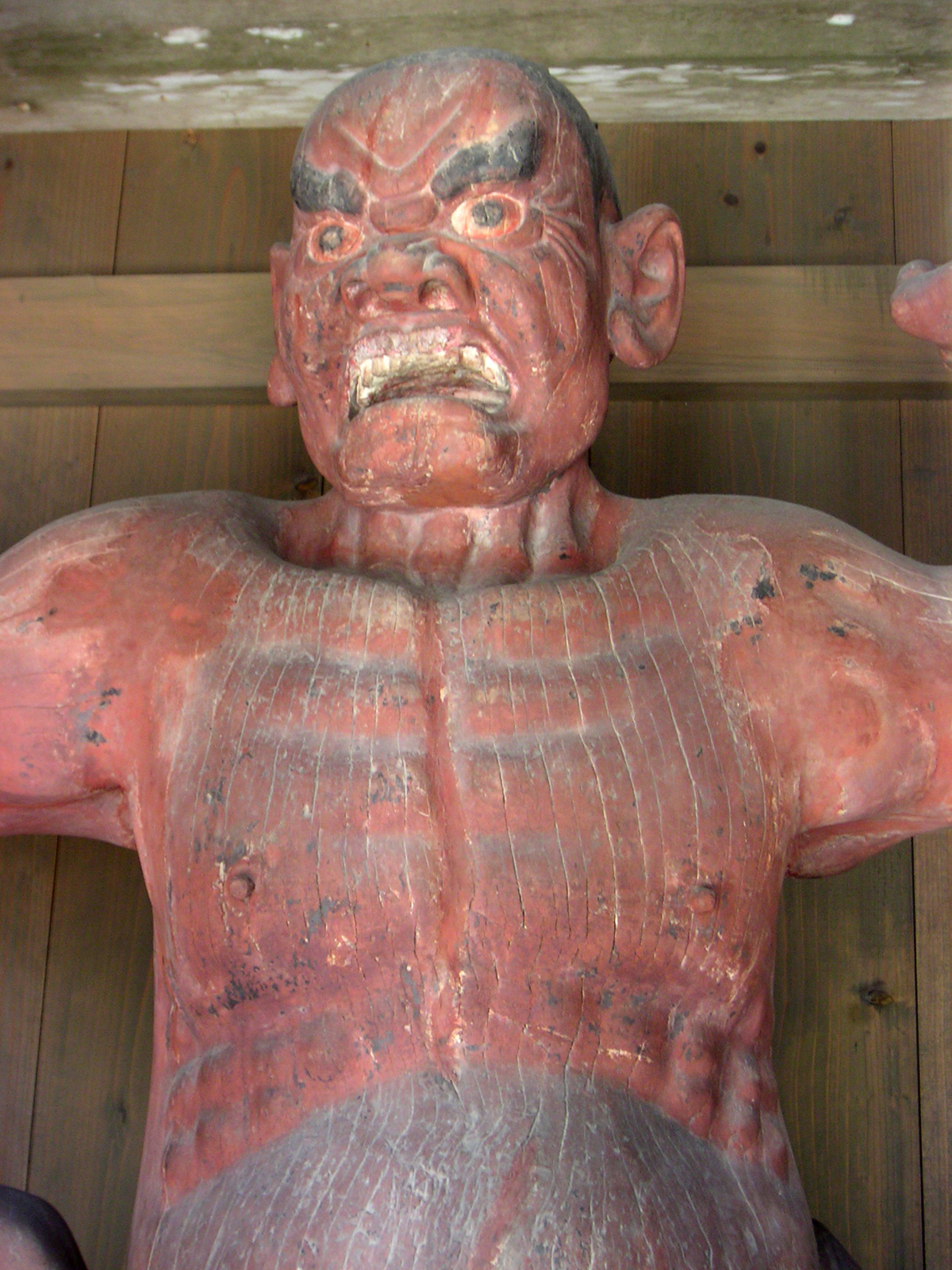
Torwächter (Deva, A-Form)
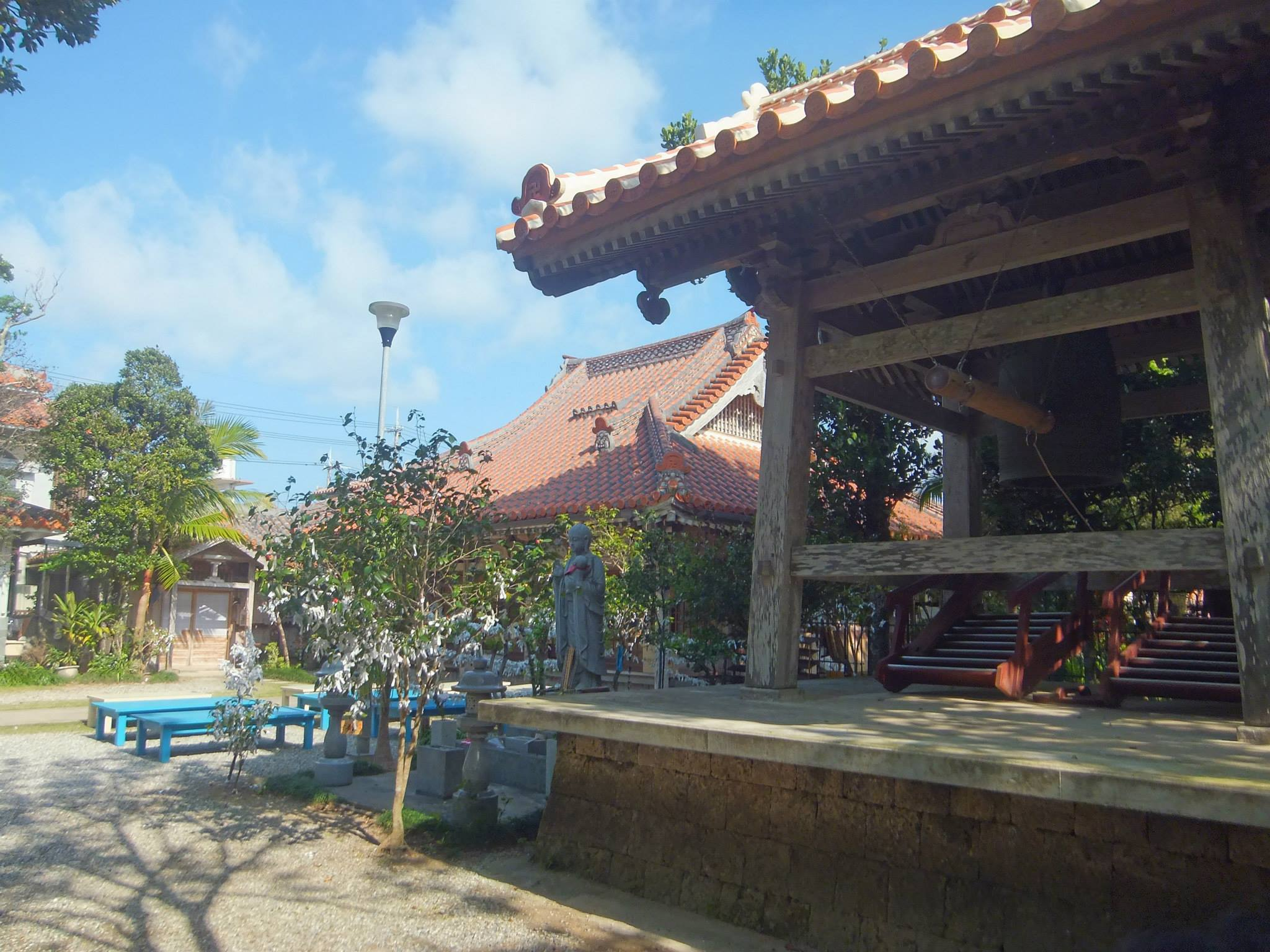
Glockenturm
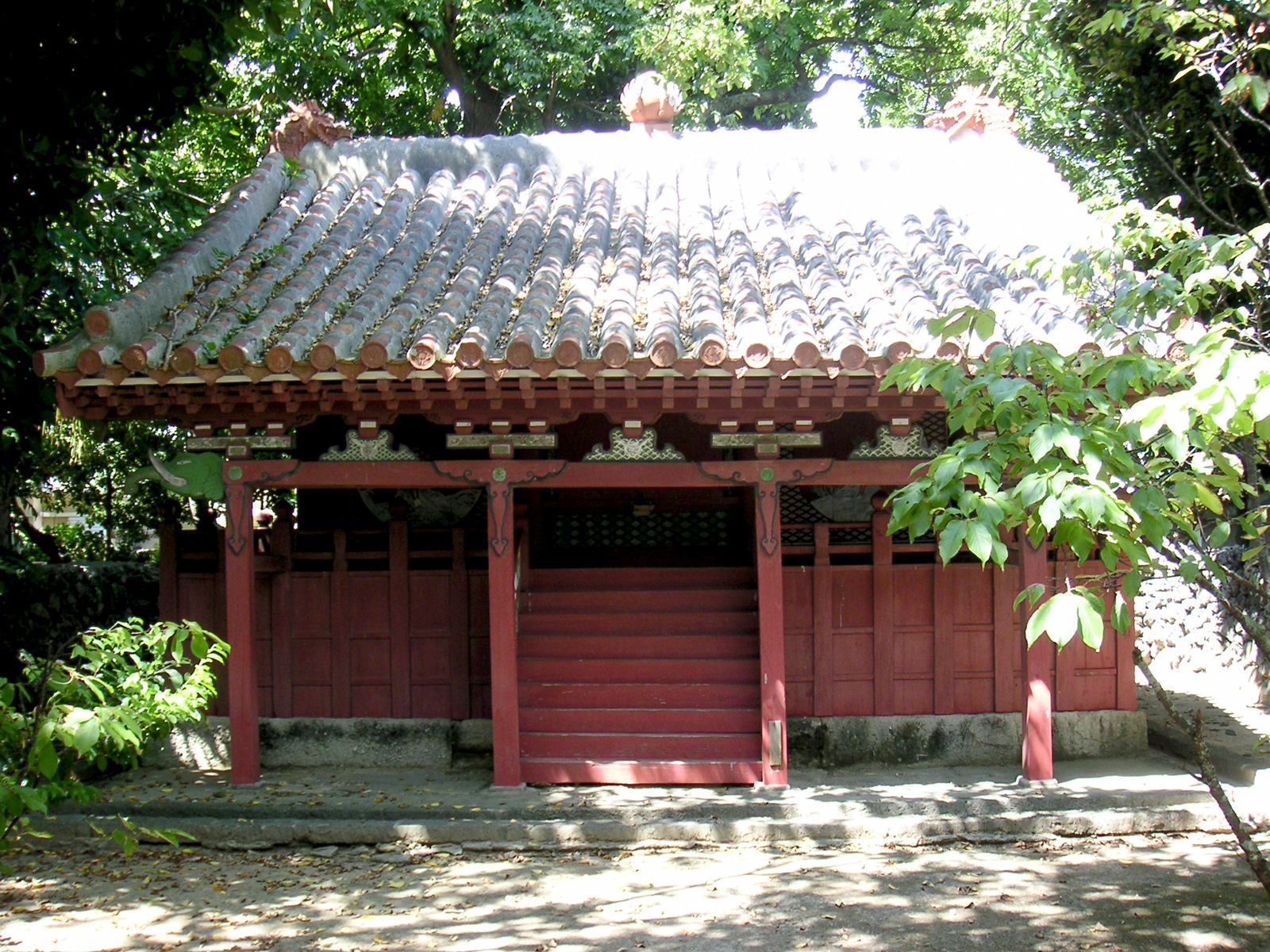
Gongen-Halle

Koordinaten: 24° 20′ 37″ N, 124° 9′ 20″ O